# Grupo Aeroportuario Centro Norte
El Grupo Aeroportuario Centro Norte (OMA) (BMV: OMA / NYSE: OMAB) administra y opera 13 aeropuertos de la región Centro y Norte de México que cotiza simultáneamente en los mercados de valores de Estados Unidos (NYSE) y de México (BMV).

## Historia
La razón social de la empresa controladora es Grupo Aeroportuario del Centro Norte, S.A. de C.V. y sirven a sus pasajeros, aerolíneas y socios de negocios bajo el nombre comercial de OMA. La cual en el 2006, atendió 11.8 millones de pasajeros terminales, con un crecimiento de 11.2% con respecto al 2005; y desde su inicio en 1998, ha sido liderada por un equipo joven y dinámico, enfocado en ofrecer servicios aeroportuarios y comerciales de excelencia a pasajeros, líneas aéreas y otros clientes, superando continuamente el desempeño económico de la empresa.
Desde el 2000, OMA ha contado con el respaldo de dos socios estratégicos con amplia experiencia en la operación de infraestructura y en el servicio aeroportuario: Empresas ICA, la empresa de ingeniería, procuración y construcción más grande de México, y Aéroports de Paris, grupo aeroportuario reconocido como uno de los líderes en Europa. 
La presencia de OMA en los principales centros industriales y en los destinos turísticos, el desarrollo de nuevas rutas regionales por parte de las líneas aéreas y el rápido crecimiento del mercado aeroportuario en México, proporcionan gran potencial de crecimiento en sus operaciones. A su vez, la solidez de su plan de negocios crea grandes oportunidades que habrán de apoyar a su propósito de continuar llevando a cabo operaciones eficientes y seguras, para así consolidarse como el primer grupo aeroportuario de México. Aunado a esto, OMA ha desarrollado la Misión, Visión, Política de Calidad y Valores para brindar a sus clientes, pasajeros y usuarios la más alta calidad en cuanto a instalaciones y servicios se refiere.

## Aeropuertos operados por OMA
| Aeropuerto Internacional de Acapulco                       | Acapulco           | Guerrero        | MMAA | ACA |
| Aeropuerto Internacional General Roberto Fierro Villalobos | Chihuahua          | Chihuahua       | MMCU | CUU |
| Aeropuerto Internacional Abraham González                  | Ciudad Juárez      | Chihuahua       | MMCS | CJS |
| Aeropuerto Internacional Federal de Culiacán               | Culiacán           | Sinaloa         | MMCL | CUL |
| Aeropuerto Internacional de Durango                        | Durango            | Durango         | MMDO | DGO |
| Aeropuerto Internacional de Ixtapa-Zihuatanejo             | Ixtapa-Zihuatanejo | Guerrero        | MMZH | ZIH |
| Aeropuerto Internacional General Rafael Buelna             | Mazatlán           | Sinaloa         | MMMZ | MZT |
| Aeropuerto Internacional de Monterrey                      | Monterrey          | Nuevo León      | MMMY | MTY |
| Aeropuerto Internacional General Lucio Blanco              | Reynosa            | Tamaulipas      | MMRX | REX |
| Aeropuerto Internacional de San Luis Potosí                | San Luis Potosí    | San Luis Potosí | MMSP | SLP |
| Aeropuerto Internacional de Tampico                        | Tampico            | Tamaulipas      | MMTM | TAM |
| Aeropuerto Internacional Francisco Sarabia                 | Torreón            | Coahuila        | MMTC | TRC |
| Aeropuerto Internacional de Zacatecas                      | Zacatecas          | Zacatecas       | MMZC | ZCL |

## Terminales de carga aérea
Grupo Aeroportuario Centro Norte (OMA) debido a la diversidad y balance de sus aeropuertos desarrolló nichos de mercado en el área de operación de carga aérea, en los cuales la ubicación, infraestructura, actividad económica y demanda fueron las bases para establecer los Aeropuertos con capacidad de carga. 
Instalaciones de Carga Aérea de Primera Clase: Las Terminales de Carga Aérea de Grupo Aeroportuario Centro Norte (OMA) están proyectadas de manera integral para conjuntar dentro del aeropuerto, a los actores o empresas involucradas en el movimiento de carga aérea. 
Las primeras Terminales de Carga Aérea especializadas en México. 
Zona de despacho Aduanal. Es la zona operada por la aduana para el despacho de mercancías de comercio exterior, con módulos independientes de operaciones de exportación – importación, andenes de revisión, módulos bancarios y rutas fiscales para la atención de altos flujos de carga. 
Estacionamiento de apoyo a la zona de carga. Se proyectó realizar cerca de las instalaciones del despacho el estacionamiento para visitantes, clientes, operadores y vehículos de carga de la zona con la finalidad de brindar comodidad y seguridad en la operación. 
Oficinas para representaciones de carga. La terminal de carga contempla el establecimiento de oficinas representativas en el área pública de la zona de carga para agencias aduanales, transportistas, bancos, agencias de carga u otros que tengan actividad en nuestras terminales. 
Calles de rodaje y plataformas para Aviones. Frente a los almacenes de carga se desarrollan las plataformas y calles de rodaje para aviones solo cargueros. 
Almacenes. Equipados con: Rayos X, Básculas, Cámaras frías, CCTV, Control de acceso, Oficinas en Mezanine, Andenes para tráileres con rampas niveladoras, Patios de maniobras, Puertas flash de almacén.

## Estadísticas

### Tráfico anual
Número de pasajeros por aeropuerto al año 2024:
| Número | Aeropuerto                                                 | Ciudad               | Estado          | Pasajeros  |
| ------ | ---------------------------------------------------------- | -------------------- | --------------- | ---------- |
| 1      | Aeropuerto Internacional de Monterrey                      | Monterrey            | Nuevo León      | 13,581,599 |
| 2      | Aeropuerto Internacional Federal de Culiacán               | Culiacán             | Sinaloa         | 2,240,034  |
| 3      | Aeropuerto Internacional Abraham González                  | Ciudad Juárez        | Chihuahua       | 2,145,418  |
| 4      | Aeropuerto Internacional General Rafael Buelna             | Mazatlán             | Sinaloa         | 1,868,817  |
| 5      | Aeropuerto Internacional General Roberto Fierro Villalobos | Chihuahua            | Chihuahua       | 1,850,857  |
| 6      | Aeropuerto Internacional Francisco Sarabia                 | Torreón              | Coahuila        | 813,226    |
| 7      | Aeropuerto Internacional de San Luis Potosí                | San Luis Potosí      | San Luis Potosí | 736,386    |
| 8      | Aeropuerto Internacional de Ixtapa-Zihuatanejo             | Ixtapa - Zihuatanejo | Guerrero        | 674,660    |
| 9      | Aeropuerto Internacional de Acapulco                       | Acapulco             | Guerrero        | 601,610    |
| 10     | Aeropuerto Internacional de Tampico                        | Tampico              | Tamaulipas      | 560,679    |
| 11     | Aeropuerto Internacional de Durango                        | Durango              | Durango         | 534,993    |
| 12     | Aeropuerto Internacional General Lucio Blanco              | Reynosa              | Tamaulipas      | 530,939    |
| 13     | Aeropuerto Internacional de Zacatecas                      | Zacatecas            | Zacatecas       | 371,280    |
| Total  |                                                            |                      |                 | 26,510,498 |

### Pasajeros por año
Suma anual de los pasajeros de los 13 aeropuertos de OMA.
| Pasajeros OMA | Pasajeros OMA | Pasajeros OMA | Pasajeros OMA   | Pasajeros OMA | Pasajeros OMA | Pasajeros OMA |
| Año           | Nacionales    | Cambio (%)    | Internacionales | Cambio (%)    | Totales       | Cambio (%)    |
| ------------- | ------------- | ------------- | --------------- | ------------- | ------------- | ------------- |
| 2000          | 7 375 280     | Sin cambios   | 2 202 037       | Sin cambios   | 9 577 317     | Sin cambios   |
| 2001          | 7 034 492     | 4.6%          | 2 018 027       | 8.3%          | 9 052 519     | 5.4%          |
| 2002          | 6 724 801     | 4.4%          | 1 828 627       | 9.3%          | 8 553 428     | 5.5%          |
| 2003          | 6 981 757     | 3.8%          | 1 871 109       | 2.3%          | 8,852,866     | 3.5%          |
| 2004          | 7 568 788     | 8.4%          | 2 170 652       | 16.0%         | 9 739 440     | 10.0%         |
| 2005          | 8 118 889     | 7.2%          | 2 479 772       | 14.2%         | 10 598 661    | 8.8%          |
| 2006          | 9 258 314     | 14.0%         | 2 525 279       | 1.8%          | 11 783 593    | 11.1%         |
| 2007          | 11 740 534    | 26.8%         | 2 471 947       | 2.1%          | 14 212 481    | 20.6%         |
| 2008          | 11 732 824    | 0.06%         | 2 327 839       | 5.8%          | 14 060 663    | 1.0%          |
| 2009          | 9 712 183     | 17.2%         | 1 806 105       | 22.4%         | 11 518 288    | 18.0%         |
| 2010          | 9 660 159     | 0.5%          | 1 927 529       | 6.7%          | 11 587 688    | 0.6%          |
| 2011          | 9 988 332     | 3.3%          | 1 784 252       | 7.4%          | 11 772 584    | 1.5%          |
| 2012          | 10 769 224    | 7.8%          | 1 825 145       | 2.2%          | 12 594 369    | 6.98%         |
| 2013          | 11 459 250    | 6.4%          | 1 833 223       | 0.44%         | 13 292 473    | 5.54%         |
| 2014          | 12 691 561    | 10.8%         | 2 003 374       | 9.3%          | 14 694 935    | 10.6%         |
| 2015          | 14 551 000    | 14.7%         | 2 371 143       | 18.4%         | 16 922 143    | 15.2%         |
| 2016          | 16 387 946    | 11.2%         | 2 375 692       | 0.2%          | 18 763 638    | 9.9%          |
| 2017          | 17 219 950    | 5.1%          | 2 442 064       | 2.8%          | 19 662 014    | 4.8%          |
| 2018          | 19 016 377    | 10.4%         | 2 550 022       | 4.4%          | 21 566 399    | 9.7%          |
| 2019          | 20 416 764    | 7.4%          | 2 751 296       | 7.9%          | 23 168 060    | 7.4%          |
| 2020          | 9 877 697     | 51.6%         | 1 184 991       | 56.9%         | 11 062 688    | 52.3%         |
| 2021          | 15 723 316    | 59.2%         | 2 301 848       | 94.3%         | 18 025 164    | 62.9%         |
| 2022          | 20 506 631    | 30.4%         | 2 714 115       | 17.9%         | 23 220 746    | 28.8%         |
| 2023          | 23 556 815    | 14.9%         | 3 288 636       | 21.2%         | 26 845 451    | 15.6%         |
| 2024          | 22 728 094    | 3.5%          | 3 782 404       | 15.0%         | 26 510 498    | 1.2%          |